# Alacsony dózisú naltrexonterápia
Az alacsony dózisú naltrexonterápia (LDN) olyan napi naltrexonadagokat jelent, amely nagyjából egytizede a szokásos opioidfüggőség kezelési adagjának. A legtöbb publikált kutatás napi 4,5 mg-os adagot javasol, de ez néhány milligrammal változhat. Az alacsony dózisú naltrexont több krónikus fájdalombetegség, köztük a fibromyalgia, a sclerosis multiplex, a Crohn-betegség és a komplex regionális fájdalomszindróma kezelésére is tanulmányozták.
A naltrexont az Amerikai Élelmiszer- és Gyógyszerügyi Hatóság (FDA) hagyta jóvá az alkoholizmus és az opioidhasználati rendellenességek gyógyszeres kezelésében. Bernard Bihari kezdetben a naltrexon 1,5 mg és 3 mg közötti dózisban történő alkalmazása a szerzett immunhiányos szindróma (AIDS) adjuváns terápiájaként az 1980-as években az LDN bevezetéséhez vezetett a klinikai gyakorlatban. Az LDN megfelelő indikációinak meghatározását célzó nagyszabású klinikai vizsgálatok és szabványosított kutatások hiánya miatt ez továbbra is a jelölésen kívüli lehetőség maradt.

## Hatásmechanizmus
A naltrexon és aktív metabolitja, a 6-β-naltrexol kompetitív antagonisták a μ-opioid és κ-opioid receptorokon, és kisebb mértékben a δ-opioid receptorokon. A naltrexon standard terápiás dózisai blokkolják ezeket a receptorokat, ami két dolgot tesz: megakadályozza a GABA receptorok gátlását (általában a GABA receptorokon keresztül történő jelátvitel gátolja a neuronok aktivitását; sok rekreációs gyógyszer gátolja a GABA-t és így "felszabadítja" az idegsejtek aktivációját; a GABA gátlásának megakadályozása lehetővé teszi a GABA normál gátlási tevékenységét) és blokkolja a dopamin felszabadulását (sok rekreációs gyógyszer, amely a dopamin felé serkenti a dopamin felszabadulását). Mivel a naltrexon kompetitív antagonista sok opioidagonista, például a morfium, azonos hatásterületén, ügyelni kell arra, hogy az alacsony dózisú naltrexont ne vegyék be közel egyidejűleg ezekkel a gyógyszerekkel, mivel ezek nem lesznek olyan hatékonyak a fájdalom csillapításában.